# 필리스 스미스
필리스 스미스(Phyllis Smith, 1951년 7월 10일 ~ )는 미국의 배우이다.

## 출연 작품
- 인사이드 아웃 2 (2024) - 슬픔 역 (애니메이션)
- OA (2016)
- 라일리의 첫번째 데이트? (2015)
- 인사이드 아웃 (2015)
- 더 오피스 9 (2012)
- 버터 러버 (2011)
- 앨빈과 슈퍼밴드 3 (2011)
- 아이 원트 썸원 투 이트 치즈 위드 (2006)
- 더 오피스 1 (2005)